# Central Mayorista de Antioquia
La Central Mayorista de Antioquia es una plaza de mercado ubicada en Itagüí, Colombia. Es el principal mercado mayorista de productos de consumo en el Área Metropolitana del Valle de Aburrá, especialista en:
| - Frutas - Legumbres (Verduras) - Hortalizas - Tubérculos - Procesados | - Cárnicos - Pescados - Mariscos - Aves - Huevos | - Abarrotes - Víveres - Lácteos - Conservas - Cereales | - Flores - Follajes - Hierbas - Especias - Granos |  |

El DANE (Departamento Administrativo Nacional de Estadística) mide y publica diariamente la variación de precios mayorista (sistema llamado Sipsa) por lo cual del  tiene dos brigadas de personas recorriendo diariamente Los Bloques de la Central Mayorista de Antioquia: una para medir la cantidad y otra para la actualización del precio. Además da el servicio de Lista de Correo (boletín semanal, anexos) para enviar estos datos de estos: Frutas / Tubérculos, raíces y plátanos /Verduras y hortalizas /Otros grupos.
Está administrada por una copropiedad, constituida el 7 de abril de 1971, con una vigencia de 42 años. Tiene una Asociación de Comerciantes llamada Asobastos... constituida el 14 de abril de 1978.

## Historia
La Central Mayorista de Antioquia nació en el año 1971 con 180 locales para los consumidores. Se construyó en los terrenos que fueron desde 1942 del Hipódromo San Fernando, el cual contaba con una capacidad para 8.000 personas. El objetivo de creación de la Central fue urbanístico, pues en un principio la ciudad se abastecía en el sector central de la administración de la ciudad de Medellín llamado: "La Alpujarra". Al pasar de los años la central fue creciendo y tres ciudades empezaron a invertir: Medellín, Envigado e Itagüí.
Para 1987 se elige un concejo de administración, que se encarga de vigilar la normatividad de la central, además de facilitar el crecimiento legal de la misma. En ese mismo año el municipio de Medellín abre la apertura financiera de la central mayorista al permitir la venta de varios locales. 
Actualmente el municipio de Medellín posee el 14,5 por ciento de los 288.000 metros cuadrados que tiene por área total. El municipio de Medellín continúa con un 14,5 por ciento, correspondientes a los bloques: 26 y 27. Como mercado es la primera central de abasto de Antioquia. Ahí se comercializa aproximadamente el 30 por ciento de la hortofrutícola región.

## Características
- Diariamente le ingresan más de 400 vehículos de carga que equivalen a más de 4.000 toneladas frutas, hortalizas, granos, lácteos, cárnicos, abarrotes entre otros.
- A La Central llegan frutas & frutos importados de Canadá, Estados Unidos, China, Ecuador, Perú, España e Italia.
- La Fundación de la Central Mayorista hace entrega los días sábados de mercados a los más pobres.
- La Central se abre a las 2:00 a. m. Los lunes no es muy común el abastecimiento en la ciudad o se no tiene en la jornada laboral de la plaza.

## Arquitectura y diseño
- La Central se organiza en 31 "Bloques" compuesto por locales o galpones o bodegas o puestos.
- De los 31 Bloques: No existe el bloque 24.
- Cada Bloque tiene unos cinco metros por frente por veinte metros de largo.
- Los Bloquees tienen pasadillos.
- A Los Bloques los rodean unas calles por donde se movilizan todos los carros de transporte de mercancía como tracto-mulas, camiones, automóviles carretas/carretillas de madera de 2 y 4 ruedas.
- Cuenta con una capilla ubicada en el todo el medio extremo superior.
- Hay solo un Bloque, el 26; que contiene unos pasillos peatonales internos por donde los compradores pueden moverse sin otra restricción que las dadas por el tráfico de personas que "barequean" al mejor/menor precio y hombres "coteros" cargadores de bultos. El Bloque 26 tiene "puertas" de ingreso.
- El Bloque 27 "Las Malvinas" [5] el 27 de julio de 2017 ardió en llamas... fue arrasado en su totalidad por un voraz incendio que dejó 400 locales afectados. Su reconstrucción está basada en un nuevo bloque con techo parecido a un hangar.
- Al 28 de febrero de 2019 se abre el Bloque Naranja. En un sector antes llamado "La Ramada". Cuenta este edificio con dos jardines verticales intregrados a cada piso. Son 2 paredes (medio frente) repletas de plantas con macetas colgantes.
- Es normal decir: "nos vemos en el bloque 8 cara al 7". Es decir localizarle en el Bloque 8 dando "frente" al Bloque 7.

## Tecnología
Cuenta con una app. En la página web se actualizan diariamente los precios a las 8:00 a. m. Hay en todos los locales distintas clases de balanzas. La Central Mayorista cuenta con su propia báscula para mulas y camiones.